# После пролећа
После пролећа је документарни филм из 2016. у режији Елен Мартинез и Стефа Чинга. Филм прати две породице избеглица које живе у Заатарију, највећем избегличком кампу за Сиријце.

## Позадина
Филм је имао светску премијеру на Трибека филмском фестивалу 2016. и међународну премијеру на Шефилд Доц/Фест. После пролећа је углавном на арапском и корејском.
Средства су прикупљена на Кикстартеру за продукцију филма.

### Јавне пројекције
У мају 2019, Суфра је била домаћин акције прикупљања средстава за подршку сиријским избеглицама под називом „Из Сирије, с љубављу“. Догађај је укључивао пројекцију филма После пролећа. Сав прикупљен новац директно је дониран за подршку избеглицама и тражиоцима азила.